# 9/35-Zoll-Kanone M1877
Die 9/35-Zoll-Kanone M1877 (russisch: 9"/35 пушка обр.1877 г.) war ein Schiffsgeschütz der Kaiserlich-Russischen Marine.

## Geschichte
Im Jahr 1883 hatte Musselius die Entwicklung einer längeren 9-Zoll-Kanone vorgeschlagen, die ungefähr 18.500 kg wiegen und Granaten mit einem Geschossgewicht von 48 kg verschießen sollte. Die 9-Zoll-Kanone M1867 war inzwischen vom technischen Fortschritt überholt wurden und genügte den gestiegenen Anforderungen nicht mehr. Die 9-Zoll-Kanone M1877 mit einer Länge von 22 Kalibern entstand als Umbau aus der 9-Zoll-Kanone M1867, während die in nur sehr geringer Stückzahl gebaute 9/30-Zoll-Kanone M1877 mit einer Länge von 30 Kalibern eine Neukonstruktion war. Beide Typen beruhten aber noch auf der ursprünglichen Konstruktion von Krupp und konnten letztendlich nicht voll überzeugen.
Zu Beginn der 1880er Jahre standen gasdichte Verschlüsse auch für großkalibrige Geschütze zur Verfügung. Dabei konkurrierten zwei Konstruktionsprinzipien: Zum einen der hauptsächlich von Krupp entwickelte und eingesetzte prismatische Keilverschluss, bei dem ein Keil quer zur Längsachse in das Rohr eingeschoben wurde, und der vor allem von französischen Konstrukteuren bevorzugte Schraubenverschluss, bei dem ein mit Gewinde versehener Kolben von hinten in das Rohr eingeführt und durch eine Drehung verriegelt wurde. Nachdem Baranowski in seiner Schnellfeuerkanone 1874 einen Schraubenverschluss für ein kleinkalibriges Geschütz genutzt hatte, gingen die russischen Konstrukteure bei der 9/35-Zoll-Kanone M1877 erstmals bei einem großen Kaliber vom Krupp’schen Keilverschluss ab und setzten den Schraubenverschluss ein. Dieses Konstruktionsprinzip sollte für fast alle russischen und sowjetischen Artilleriewaffen der nächsten einhundertzwanzig Jahre bestimmend werden.
Von 1884 bis 1889 stellten die Obuchow-Werke insgesamt 12 Kanonen her. Damit wurden die Schlachtschiffe der Imperator Alexander II-Klasse ausgerüstet. Die Imperator Alexander II (Император Александр II), die Imperator Nikolai I (Император Николай I) sowie die Gangut (Гангут) erhielten jeweils vier der Geschütze als Mittelartillerie.

## Konstruktion
Die Länge des Rohres betrug 8015 mm, das entspricht 35 Kalibern. Das Rohr hatte 52 Züge mit einer Tiefe von 1,52 mm. Das Gewicht der Waffe mit Verschluss lag bei 22097 kg, der Verschluss allein wog 573 kg.
Für die Kanone wurden mehrere unterschiedliche Geschosstypen entwickelt, dabei wurde grundsätzlich zwischen leichten und schweren Granaten unterschieden. Leichte Granaten hatten entweder einen Mantel aus Gusseisen, Hartguss oder Stahl. Ihr Gewicht lag bei 126 bis 127 kg, die Länge bei 2,7 bis 2,8 Kalibern. Gefüllt waren sie mit Schwarzpulver, das Gewicht der Ladung betrug 5,6 bis 6 kg. Schwere Granaten hatten einen Stahlmantel und ein Gewicht von 188,4 kg.
Als Treibladung für die leichten Granaten wurde anfänglich Schwarzpulver genutzt. Das Gewicht der Treibladung lag dabei zwischen 72 und 74 kg. Diese Treibladungen wurden später durch Treibladungen aus rauchfreiem Pulver ersetzt. Die ballistischen Charakteristika änderten sich dadurch nicht. Bei einem Treibladungsgewicht von 72 kg betrug die Mündungsgeschwindigkeit 653 m/s und die Reichweite 9445 m bei einer Rohrerhöhung von +15,3°. Bei einem Treibladungsgewicht von 74,2 kg stieg die Mündungsgeschwindigkeit auf 709 m/s an, bei einer Rohrerhöhung von +18° konnte dann 10980 m weit geschossen werden.
Für die schweren Granaten wurde eine Treibladung mit einem Gewicht von 69,6 kg verwendet. Damit lag die Mündungsgeschwindigkeit bei 569 m/s. Gegenüber den leichten Granaten wurde die Treibladung vermindert, damit der Rohrrücklauf bei größerem Geschossgewicht in den von der Lafette beherrschbaren Grenzen blieb.
Auf der Imperator Alexander II und der Imperator Nikolai I wurden die Kanonen in Mittelpivotlafetten System Dubrow aufgestellt. Das Projekt für die Lafette wurde 1887 bestätigt, die Herstellung übernahm das Obuchow-Werk. Im Prinzip handelt es sich dabei um eine Lafette mit Vavasseur-Gleitbahn. Der Rückstoß wurde durch die Reibung der Lafette auf der Gleitbahn und die Neigung der Gleitbahn von 9° gedämpft. Wie bei der Konstruktion Vavasseurs kam hier ein hydraulischer Stoßdämpfer zum Einsatz, der das zurücklaufende Rohr zusätzlich abbremste. Der Höhenrichtbereich lag zwischen −5° und +15°, der Seitenrichtbereich war theoretisch unbegrenzt. Auf beiden Schiffen waren die Kanonen jedoch in Kasematten eingebaut. Praktisch ließen die Stückpforten nur einen Seitenrichtbereich von 110° zu. Die Waffe lief maximal 914 mm zurück. Das Gewicht der Lafettenkonstruktion lag ohne Waffe bei 9173 kg.
Auf der Gangut wurden die Kanonen in Mittelpivotlafetten System Krell aufgestellt. Der wesentliche Unterschied zur Lafette System Dubrow lag darin, dass die Plattform nicht geneigt war und der Rückstoß der Waffe durch Spiralfedern aufgenommen wurde. Im Jahr 1889 wurden vier Lafetten für die Gangut bestellt, die Ende 1891 im scharfen Schuss erprobt wurden und 1892 auf dem Schiff eingerüstet wurden.